# Општина Вима Мика (Марамуреш)
Вима Мика (рум. Vima Micã) општина је у Румунији у округу Марамуреш.
Oпштина се налази на надморској висини од 321 m.